# Mahōtsukai Sally
Sally, a Bruxita (魔法使いサリー, Mahōtsukai Sarī), foi o primeiro anime do género garota mágica no Japão. O primeiro mangá foi Himitsu no Akko-chan mas levou mais tempo para ser adaptado em anime. Ambas as séries mostram a transformação mágica (assim como Sailor Moon), mas também não é o primeiro anime a caracterizar isso. Outro anime que também fazia parte do género garota mágica foi  A Princesa e o Cavaleiro.

## Produção
Sally também foi uma das primeiras séries de anime produzidas. A série era transmitida originalmente em preto e branco, quando se iniciou a produção, mas depois começou a produzir os episódios em cores.
A primeira série de mangá foi desenhada por Mitsuteru Yokoyama em 1966, e foi, de acordo com Yokoyama, inspirado pelo Sitcom americano, Bewitched (conhecida no Japão como Oku-sama wa Majo, ou The Missus is a Witch).
A série de anime foi produzida e exibida entre 1966-1968 no Japão produzida pela Toei Animation. Ao contrário de Yokoyama Tetsujin 28-go, a série nunca foi transmitida nos EUA e no Brasil mas foi ao ar na Itália (Sally la Maga), Canadá e países francófonos (Minifée), Polónia (Sally Czarodziejka – A versão polaca foi baseada na versão Italiana), Portugal (Sally a Bruxita) e na América Latina (Bolívia, Chile, Paraguai, Peru, como La princesa Sally).
O segundo anime, Mahōtsukai Sally 2, também foi feito pela Toei, tendo 88 episódios transmitidos na TV japonesa entre 1989 até 1991. Também foi lançado em francês (como Sally la Petite Sorcière), em italiano (como Un regno magico per Sally), em polaco (como Sally Czarownica), em espanhol (como Sally la Brujita) e em russo (como Ведьма Салли). A série de 1989 é uma sequela do original, onde a velha Sally regressa ao mundo humano, e se reúne com seus velhos amigos, e embarca em uma nova rodada de aventuras mágicas.
As características notáveis deste anime são estabelecidas no género mahō shōjo:
- A heroína deve manter o segredo de sua magia. Se ela revelar o segredo, ela será punida.
- Quando a heroína usa magia, ela precisa da sua frase mágica e um objecto encantado como um bastão (A frase mágica de Sally é "Mahariku Maharita Yanbarayan," uma frase com o mesmo significado de "Bibbidi-Bobbidi-Boo" (do filme Cinderela da Disney)
- Um servo mágico que segue a heroína em um mundo mundano.
- Duas sub-heroínas Marias rapazes e a menina feminina que são estabelecidas como ajudantes da heroína.

Esses recursos ainda influenciam o género mahō shōjo no anime hoje em dia.

## Enredo
Sally é a princesa bruxa do Reino Mágico que sonha em visitar o reino mortal - supostamente para fazer amigos de sua idade. Um dia, Sally se teletransporta para o "mundo média" (a Terra), onde ela usa sua magia para se defender de um casal de assaltantes ameaçando dois jovens estudantes. Imediatamente faz amizade com seus novos amigos - a moleca Yoshiko Hanamura (conhecida carinhosamente como "Yotchan") e a garota Sumire Kasugano. Sally então decide ficar indefinidamente, levando a vários tipos de travessuras. Tal como o que acontece com Samantha Stevens em A Feiticeira, Sally tenta manter seus poderes sobrenaturais em segredo, assumindo o papel de uma criança humana.
No episódio final, a avó de Sally informa que ela deve voltar para o Reino Mágico. Antes de sair, Sally tenta dizer a seus amigos sobre suas origens, mas ninguém vai acreditar nela. Então sua escola primária pega fogo, e Sally usa sua magia para apagar o fogo. Seus poderes, assim ficam expostos, o tempo final de Sally finalmente chega. Ela dá adeus a seus amigos, e retorna para o Reino Mágico. A 2ª série termina com o filme/especial de TV Sally the Witch: Mother's Love is Eternal, em que Sally torna-se rainha do Reino Mágico, mas ficam as preocupações sobre deixar seus amigos para trás. A principal força de Sally the Witch estabelece em suas caracterizações fortes e dá continuidade detalhada. O enredo básico seriam incorporados mais tarde em programas Mahō shōjo, praticamente inventando o conceito de uma princesa mágica que se mudar para o mundo humano (assim como Mahōtsukai Chappy, de 1972, e Bia, a Pequena Feiticeira, de 1974).

### Personagens
Os nomes estão em ordem ocidental, com o nome de família após o nome dado.
- Sally Yumeno (夢野サリー, Yumeno Sarī) – A personagem principal da série. Sally é a filha do Rei, e, portanto, princesa do Reino Mágico. Yumeno significa "sonho do campo" mas é um homófono para "em um sonho" em Japonês.
- Yoshiko Hanamura (花村よし子, Hanamura Yoshiko) – um das melhores amigas de Sally no reino mortal. Yoshiko é uma moleca. Sally geralmente se refere a ela como "Yotchan."
- Sumire Kasugano (春日野すみれ, Kasugano Sumire) – outra das amigas humanas de Sally.
- Kabu (カブ) - Assistente mágico de Sally. Ele assume a forma de um menino de cinco anos de idade, Kabu se apresenta como irmão mais novo de Sally.
- Os Trigêmeos Hanamura: Tonkichi (花村トン吉, Hanamura Tonkichi), Chinpei (花村チン平, Hanamura Chinpei), e Kanta (花村カン太, Hanamura Kanta) – Os irmãos caçulas de Yoshiko. São meninos incorrigíveis adeptos para si mesmos e sempre desembarcam em apuros.
- Poron (ポロン) – Uma pequena bruxinha que aparece na parte final da série. É atrevida, egoísta e bastante amável, ela frequentemente lança feitiços que ela não pode reverter, como encolhendo-se para baixo no tamanho de um rato, e em seguida, é incapaz de "crescer."
- Daimaō (大魔王, Grande Rei das Bruxas) – O avô de Sally. Um personagem original do anime.
- Pai de Sally (サリーのパパ, Sarī no Papa) - O governante do Reino Mágico. Um fanfarrão pomposo que não gosta da humanidade em princípio, ele, no entanto, tem um bom coração, onde sua filha está preocupada (uma qualidade compartilhada com Endora de A Feiticeira.)
- Mãe de Sally (サリーのママ, Sarī no Mama) - Rainha do Reino Mágico. Ela é amigável, modesta, uma esposa obediente e uma mãe dedicada, mas na verdade ela está segurando com firmeza a cabeça do pai. Ela parece estar sempre no tricô. O nome dela era Cima (シーマ, Shima) no mangá original.

## Lançamento
Os primeiros 17 episódios da série original de TV dos anos 1960 foram filmados em preto e branco, e o restante da série foi filmado em cores, tornando-se um dos primeiros anime em cor. Ambas as versões em preto e branco e a de cores existem da sequência da abertura da animação.
Um filme/especial de TV foi feita e chamou-se Sally the Witch: Mother's Love is Eternal, que serviu como o final da 2ª série.